# 張其光
張其光（1831—1895），又名信千，字奎垣，廣東新會人，為中國清朝武官官員。1873年（同治12年）奉旨接任林宜華擔任台灣鎮總兵。是台灣清治時期此期間，受台灣道制約的台灣地區最高軍事首長。
1893年（光緒19年），他再於台灣澎湖地區擔任澎湖水師鎮總兵，也是該官職的首位赴任。而從澎湖水師協升格的澎湖水師鎮亦為扼守台灣海峽的重要軍事單位。